# Kolozsvári Szemle
Kolozsvári Szemle negyedévenként megjelenő várostörténeti és városigazgatási folyóirat Kolozsváron. Első száma 1942. december 15-én jelent meg, megszűnt 1944-ben. Szerkesztette Csizmadia Andor és Katona Lajos, címlapját Sütő-Nagy Magdolna tervezte.
A tudományos igényű folyóirat nemcsak a város múltjának feltárására törekedett új levéltári adatok alapján, hanem a környék (Kalotaszeg, Mezőség, Szamos-mente) gazdasági és társadalmi életét is vizsgálta statisztikai adatok bemutatásával és a lehetőségek számbavételével. Főmunkatársai: Bíró Vencel, Csortán Márton, Guoth Kálmán, Jancsó Elemér, Kelemen Lajos, Kertész János, Makkai László, Pataki Jenő, Roska Márton, Sigmond Lajos, Tárkány-Szűcs Ernő, Tulogdy János.
Mátyás királlyal kapcsolatos három kiemelkedő tanulmány jent meg a lapban, Makkai Lászlóé a középkori Kolozsvár társadalmi és nemzetiségi viszonyairól (1943/2, 3), Guoth Kálmán levéltárosé a király kolozsvári születésének időpontjáról (1943/3) és Csizmadia Andoré a helység Mátyás-korabeli városjogáról (1944).
A lap Kolozsvári Szemle Könyvtára c. kiadványsorozatot is jelentetett meg. A lap és egyes tanulmányainak különnyomataiból összeálló kiadványsorozata 1944-ben szűnt meg, az utóbbi a 14. számmal, Keöpeczi Sebestyén József Kolozsvár címere c. tanulmányával.